# Dunaliella

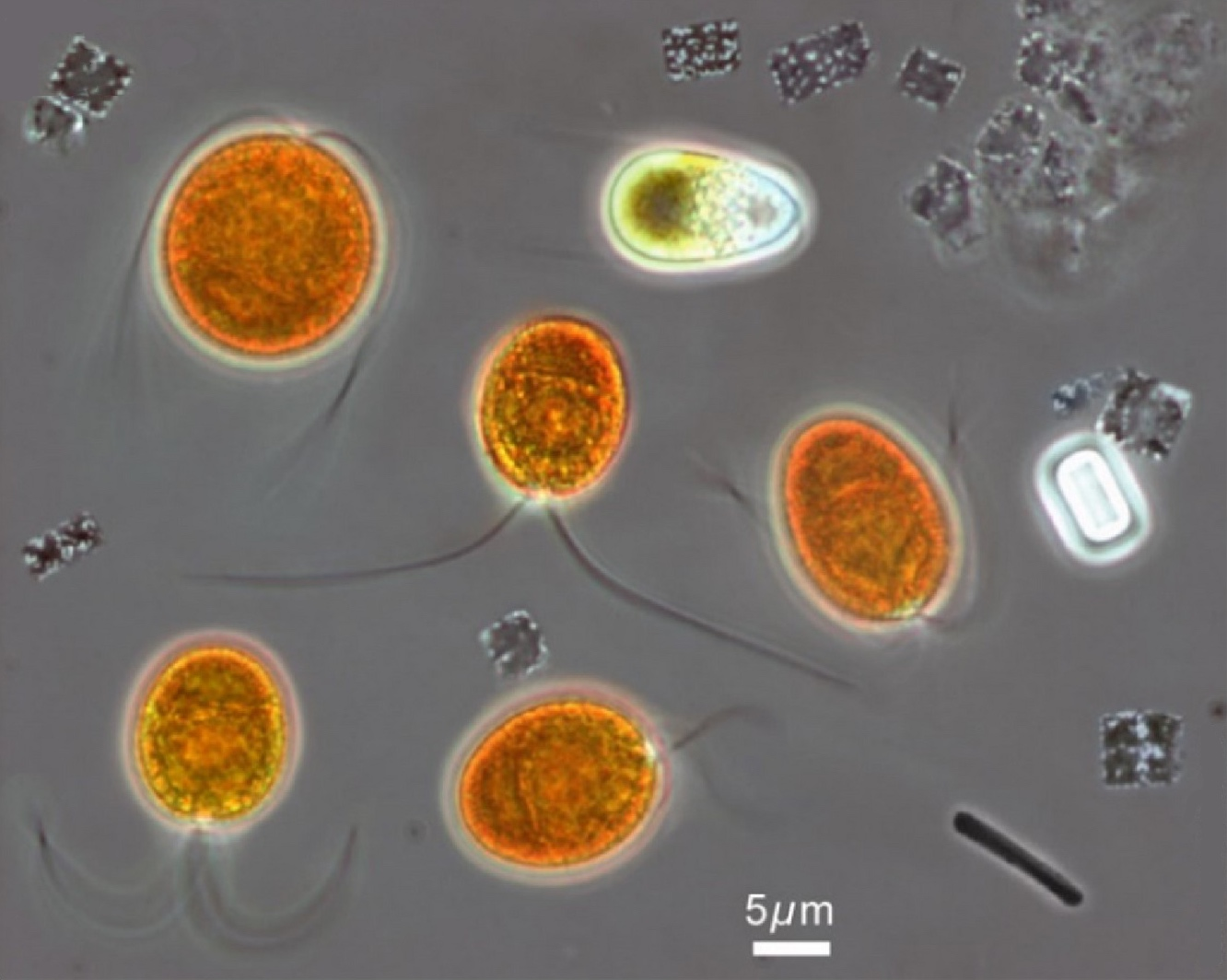
Mikrofotografie einer Probe aus dem hypersalinen Lake Tyrrell (Australien) mit orangefarbenen Chlorophyten (Dunaliella cf. salina). Daneben befinden sich mehreren kleineren quadratisch-flachen Walsby-Archaeen (Haloquadratum walsbyi) mit Gasbläschen, die ein Aufschwimmen an die Oberfläche ermöglichen (höchstwahrscheinlich, um dort Sauerstoff aufzunehmen).

Dunaliella ist eine Gattung einzelliger, photosynthetischer Grünalgen, die sich durch ihre Fähigkeit auszeichnen, andere Organismen zu verdrängen und in hypersalinen Umgebungen zu gedeihen. Es handelt sich um überwiegend marine Organismen, obwohl es auch einige Süßwasserarten gibt, die aber eher selten sind.
Einige Arten der Gattung sammeln unter sehr harten Wachstumsbedingungen (hoher Lichtintensität, hoher Salzkonzentration und begrenztem Sauerstoff- und Stickstoffgehalt) relativ große Mengen an β-Carotinoiden und Glycerin an.
Diese können in Seen und Lagunen auf der ganzen Welt sehr häufig vorkommen.
Es ist sehr schwierig, die Arten dieser Gattung allein auf morphologischer und physiologischer Ebene zu unterscheiden und zu charakterisieren: Da diese Organismen keine Zellwand haben, so dass es ihnen leicht möglich ist, ihre Form zu verändern. Außerdem besitzen sie eine Reihe verschiedener Pigmente, die es ihnen ermöglichen, ihre Farbe je nach den Umweltbedingungen zu verändern.
Obwohl die Gattung bereits seit mehr als hundert Jahren erforscht wird, hat daher
erst die molekulare Analyse zu einem entscheidenden Fortschritt bei der Aufdeckung der Phylogenie (Abstammungs- und Verwandtschaftsverhältnisse) und der Taxonomie (Klassifizierung) von Dunaliella geführt.
Die Gattung wurde zu einem wichtigen Modellorganismus für die Untersuchung der Salzanpassungsprozesse von Algen. Sie ist aufgrund ihrer zahlreichen biotechnologischen Anwendungen von großer Bedeutung. Beispiele sind Kosmetika und Lebensmittel (β-Carotinoide), die Medizin und in die Biokraftstoffforschung.

## Forschungsgeschichte
Dunaliella wurde ursprünglich von dem französischen Botaniker Michel Félix Dunal als Haematococcus salinus bezeichnet. Er entdeckte den Organismus 1838 in Salinenverdunstungsteichen in Montpellier, Frankreich. Die offizielle Erstbeschreibung als neue und eigenständige Gattung erfolgte jedoch erst 1905 in Bukarest, Rumänien, durch Emanoil C. Teodorescu (italienisiert Teodoresco), der den Namen zu Ehren des ursprünglichen Entdeckers in Dunaliella änderte. Für diese Charakterisierung der Gattung untersuchte Teodorescu Lebendproben aus rumänischen Salzseen und notierte Details wie Farben, Bewegung und die allgemeine Morphologie.
Die Gattung wurde im selben Jahr 1905 auch von der Biologin Clara Hamburger in Heidelberg, Deutschland, beschrieben. Hamburgers Beschreibung war gründlicher, aber Teodorescus Arbeit wurde veröffentlicht, als sie sich noch in der Endphase der Erstellung ihres eigenen Artikels befand. Hamburger untersuchte importiertes Material aus Cagliari auf Sardinien. Sie war in der Lage, sowohl lebendes als auch totes Material zu studieren und Schnitte zu erstellen, um den inneren Zellinhalt zu betrachten, und konnte so auch verschiedene Lebensstadien beschreiben.
In der Folgezeit wurden verschiedene weitere Studien über Dunaliella durchgeführt.
Dazu gehören:
- Artikel von Cavara aus dem Jahr 1906, der die Studie von Hamburger über die Salinen von Cagliari, Sardinien, ergänzt;
- Studien von Peirce aus dem Jahr 1914 über Dunaliella im Saltonsee, Kalifornien;
- verschiedene ökologische Studien von Labbé (1921, 1922) über die Algen in den Salinen von Le Croisic, Frankreich;
- Studien von Becking et al. (1928, 1931) über Dunaliella-Organismen aus der ganzen Welt; und
- eingehende taxonomische Studien von Hamel (1931) und Lerche (1937).

Die Beschreibung von Teodorescu aus dem Jahr 1906 umfasste zwei Arten (Spezies), D. salina und D. viridis.
Die unterschiedlichen Charakterisierung erfolgte, weil D. salina deutlich größer war und aufgrund des hohen Gehalts an Carotinoid-Pigmenten eine rote Farbe hatte; D. viridis dagegen kleiner und von grüner Farbe erschien (lateinisch viridis ‚grün‘).
Diese Beschreibungen wurden jedoch von anderen Biologen wie Hamburger und Blanchard heftig angefochten. Sie vertraten die Ansicht, dass es sich nicht um verschiedene Arten, sondern lediglich um verschiedene Lebensstadien handelt, wobei die kleinen grünen Zellen die juvenile, die großen roten die adulte Form darstellen.
In der von Labbé 1921 durchgeführten Studie brachte er Proben von Dunaliella aus Salzsolen in eine Umgebung mit geringerem Salzgehalt und beobachtete, dass sich die Organismen an die neuen Bedingungen des Süßwassers anpassten und ihr braunrotes Pigment verloren und grüner wurden – was bedeutet, dass die rote Farbe durch sehr euryhaline (öko-tolerante) Zellen entstanden sein muss. Ihre grüne Farbe habe sie, wenn sie mit Chlorophyll gefüllt sind, aber unter extrem salzigen Bedingungen werden diese Chlorophyllpigmente dauerhaft beschädigt.
Inzwischen weiß man, dass es nur sehr wenige Dunaliella-Arten gibt, die zusätzlich β-Carotinoide akkumulieren können, dies geschieht aber nur unter hoher Lichtintensität, hohem Salzgehalt und begrenzten Nährstoffwachstumsbedingungen. Die Zellen können dann zu einer gelben bis grünen Farbe zurückkehren, wenn die Umweltbedingungen weniger extrem werden.
Durch noch gründlichere Studien von Lerche et al. 1937 wissen wir jetzt, dass die ursprünglich als D. viridis beschriebenen Organismen nicht zu einer einzelnen Spezies gehören, sondern eine heterogene Gruppe darstellen, die man (neben der ursprünglichen Art D. viridis) in verschiedene Arten wie  D. minuta, D. parva und D. media unterteilen kann, auch wenn diese noch heute (informell) oft zu einem einzigen Artenkomplex D. viridis zusammengefasst werden.
D. salina ist dagegen als eigene Art anerkannt und ist dabei, eine sehr wichtige Rolle für biotechnologische Anwendungen zu spielen.
Ab 1999 über Dunaliella durchgeführte molekulare Studien zwecks Ermittlung der genauen Phylogenie zeigten, dass sich in der Gattung viele falsch benannte Kulturen und synonyme Artbezeichnungen eingeschlichen hatten, die durch molekulare taxonomische Forschung noch aufgeklärt werden müssen (Stand 2012).

## Habitat und Ökologie
Halophile Dunaliella-Arten wie D. salina kommen überall auf der Welt in hypersalinen Umgebungen vor, wie in Salinen, Salzseen und Kristallisationsteichen (Salzgärten).
Einige von ihnen leben auch bei niedrigeren Salzkonzentrationen von ca. 0,05 ᴍ (mol/ℓ), andere in der Nähe der Sättigungsgrenze von NaCl (~5,5 M).
Ihre Fähigkeit, in einem so breiten Spektrum von Salzkonzentrationen zu gedeihen, ermöglicht es ihnen, die meisten anderen Organismen in ihrem Lebensraum zu verdrängen, da deren Toleranzen oft nicht so hoch sind.
Obwohl die Gattung und ihre Arten seit mehr als hundert Jahren erforscht werden, ist nur sehr wenig über ihre genaue ökologische Dynamik bei bestimmten Umweltbedingungen und im Zusammenspiel mit anderen Organismen bekannt (Stand 2005).
Noch weniger Informationen zur Ökologie als von den häufigeren marinen Arten liegen von den vergleichsweise wenigen Süßwasserarten vor.
Von den hypersalinen Ökosystemen ist jedoch bekannt, dass Dunaliella dort ein entscheidender Primärproduzent ist, der es anderen Organismen wie Filtrierern und einer Vielzahl von planktonischen Organismen eine Lebensgrundlage bietet.
Diese Organismen können fast vollständig oder ganz von dem Kohlenstoff abhängen, den Dunaliella als photosynthetische Alge bindet.
Insbesondere ist Dunaliella eine wichtige Nahrung für das Soleplankton Artemia (Salzkrebschen), so dass ein Anstieg der Artemia-Populationen häufig mit einem Rückgang der Dunaliella-Populationen korreliert.
Im Großen Salzsee (Utah) ist Dunaliella ein sehr wichtiger Organismus. Das gilt vor allem im Nordarm, wo sie der wichtigste oder möglicherweise einzige Primärproduzent ist; aber auch im Südarm ist sie ein wichtiger Bestandteil der phototrophen Gemeinschaft.
In den 1970er Jahren dominierte Dunaliella die planktische Gemeinschaft des Nordarms. Das Wasser war damals zu salzig, als dass andere Algen hätten gedeihen können. Die Organismen waren horizontal und eher zufällig auf der Oberfläche verteilt, vor allem an Stellen mit wenig Sonnenlicht, wie unter Felsen und Baumstämmen. Sie wurden in Dichten von 200-1.000 Zellen/mℓ und manchmal in Spitzendichten von 3.000–10.000 Zellen/mℓ gefunden.
Zuweilen wurden sie auch in größeren Tiefen gefunden. Allerdings ist wenig darüber bekannt, ob dies auf eine für sie unerträglich hohe Lichtintensität an der Oberfläche zurückzuführen ist.
Selbst im weniger salzhaltigen Südarm war Dunaliella für verschiedene kurzzeitige Blüten mit bis zu 25.000 Zellen/mℓ verantwortlich.
Nach Perioden mit erhöhten Niederschlägen, die den Salzgehalt des Großen Salzsees verringerten, gingen die Populationen in beiden Armen später zurück. Dunaliella wurde mehr und mehr von anderen phototrophen Organismen wie dem Cyanobakterium Nodularia verdrängt.
Im Jahr 2014 wurde berichtet, dass es in den Wintermonaten, wenn die Temperaturen 0 °C erreichen, zu einer großen Ansammlung von runden zystenartigen Zellen kommt, die sich auf dem Boden des Großen Salzsees ablagern.
Diese zystenbildende Eigenschaft von Dunaliella muss auch für ihr Überleben im Toten Meer entscheidend gewesen sein, wo die Salzkonzentration n den letzten Jahrzehnten auf so hohe Werte angestiegen ist, dass Dunaliella heute nicht mehr in der Wassersäule zu finden ist.
Man stellte jedoch fest, dass Dunaliella auftauchte, wenn das obere Wasser verdünnt wurde. Möglicherweise tauchen die Organismen aus den flachen Sedimenten auf, wo sie sich als Zysten eingekapselt hatten.
Zu den Zeiten, in denen die Alge in der Wassersäule zu finden war, zeigte die Überwachung der Populationsrate, dass das Wachstum durch hohe Konzentrationen von Magnesium- und Kalziumionen gehemmt wurde.
Dunaliella-Blüten können daher im Toten Meer nur auftreten, wenn das Wasser durch Winterregen ausreichend verdünnt wird und wenn zusätzlich der begrenzende Nährstoff Phosphat ausreichend verfügbar ist.
Viele Dunaliella-Arten, insbesondere D. salina, sind dafür verantwortlich (und auch ziemlich berühmt), dass Seen und Lagunen durch sie rosa bis rot gefärbt sind, wie z. B. der Pink Lake in Westaustralien. Diese hypersalinen Umgebungen werden von ihren β-Carotinpigmenten dominiert, was sich dann recht deutlich zeigt.
Eine neue Dunaliella -Art wurde 2010 in den Höhlen der Atacama-Wüste in Chile entdeckt und D. atacamensis genannt.
Diese Algen wachsen entlang von Spinnweben in den Felsspalten und überleben dank des sich auf den Fäden niederschlagenden Kondenswassers.

## Morphologie und Stoffwechsel
Dunaliella ist eine biflagellate (doppelt begeißelte) Grünalge und ein vorwiegend mariner Protist, der in seiner vegetativen, beweglichen Form und je nach Art ellipsoide, eiförmige und zylindrische Formen aufweist, die sich manchmal am hinteren (posterioren) Ende verjüngt.
In seinem vegetativen, unbeweglichen Zystenzustand kann sie auch eine annähernd kugelförmige (kokkoid) Gestalt aufweisen.
Die Zellen sind in der Regel 7–12 μm lang, wobei es wenige Arten gibt, die auch größer oder kleiner sind;
D. salina zum Beispiel ist größer und hat typischerweise eine Länge von 16–24 μm.
Die Größe der Zellen hängt aber auch von Umweltbedingungen wie Licht, Salzgehalt und Nährstoffverfügbarkeit ab.
Ihre beiden gleich langen apikalen Geißeln sind etwa 1,5- bis 2,0-mal so lang wie die Zelle selbst und schlagen schnell, wobei sie die Zelle nach vorne ziehen und abrupte Drehbewegungen und Rotationen entlang der Längsachse verursachen.
Die Morphologie von Dunaliella ist der von Chlamydomonas sehr ähnlich, unterscheidet sich jedoch durch das Fehlen einer Zellwand und kontraktiler Vakuolen.
Anstelle einer starren Zellwand hat die Zellmembran (Plasmalemma) von Dunaliella eine auffallend dicke, schleimige Beschichtung.
Olivera et al. stellten bereits 1980 fest, dass die Zellbeschichtung durch proteolytische Enzyme und Neuraminidase beeinträchtigt wird, und schlossen daraus, dass sie hauptsächlich aus Glykoproteinen mit einigen Neuraminsäureresten bestehen muss.
Anstelle der kontraktilen Vakuolen nehmen bei den marinen Arten von Dunaliella deren (bei anderen Chlorophyceen üblichen) Platz zwei bis drei Dictyostome ein, die in einer charakteristischen parabasalen Position liegen, wobei ihre formgebenden Flächen dem Plasmalemma und dem Endoplasmatischen Retikulum (ER) zugewandt sind.
Die Dunaliella-Zellen haben ein großes, becherförmiges Plastid, das den größten Teil der Zelle einnimmt; da es (normalerweise) Chlorophyll enthält, handelt es sich genauer um einen Chloroplastenen.
Ein weiteres charakteristisches Merkmal, das bei allen Dunaliella-Arten gleich ist, ist das große Pyrenoid, das in der Mitte des Chloroplasten sitzt.
Es ist von einer Stärkehülle mit zahlreichen Stärkekörnern und Thylakoidpaaren bedeckt, die in das Pyrenoid eindringen, aber nicht vollständig durch das Äußere in seine Matrix eindringen.
Stärkekörner sind auch überall im Chloroplasten verstreut.
Je nach Lichtintensität und Salzkonzentration können die Thylakoide Stapel mit bis zu zehn Einheiten bilden.
β-Carotinoide können sich innerhalb der Thylakoidmembranen in Ölkügelchen anreichern, insbesondere bei hohem Salzgehalt und hoher Lichtintensität. Die Pigmente stellen chemisch neutralen Lipide dar und verleihen der Grünalge ihre orange über rote bis braune Färbung.
Die Anhäufung von β-Carotinoiden dient dem Schutz der Zellen in Umgebungen mit hoher Lichtintensität; denn sie können auf diese Weise überschüssiges Licht besser absorbieren und zerstreuen als mit Hilfe des (instabileren) Chlorophylls.
Unter milderen Bedingungen lassen die Chlorophyllpigmente die Zellen gelb bis grün erscheinen.
Der Chloroplast von Dunaliella hat auch einen Augenfleck, der an der vorderen (anterioren) Peripherie sitzt und aus ein bis zwei Reihen von Lipiden besteht.
Die Dunaliella verdanken ihre Halotoleranz einem sehr effektiven Osmoregulationsprozess.
Erstens kann sich die Zelle aufgrund der fehlenden Zellwand leicht ausdehnen und zusammenziehen, um lebensfähige interne Salzkonzentrationen aufrechtzuerhalten.
Veränderungen des Zellvolumens und des Gehalts an anorganischem Phosphat und des pH-Werts nach einem osmotischen Schock triggern über Sensoren in der Plasmamembran und verschiedene lösliche Stoffwechselprodukte die Glycerinsynthese.
Das intrazelluläre Glycerin wird dabei entweder über die Photosynthese oder den Stärkeabbau hergestellt. Es kann den externen (osmotischen) Druck ausgleichen und ermöglicht es so den Zellen, sich an den hohen osmotischen Stress anzupassen, indem es ein zu starkes Anschwellen der Zelle verhindert.
Die Süßwasserarten von Dunaliella sind viel seltener und daher weniger gut untersucht. Ihre Beschreibungen haben sich seit den Erstveröffentlichungen kaum verändert, und bei verschiedenen Arten wird immer noch darüber diskutiert, ob sie die Klassifizierung als Dunaliella überhaupt rechtfertigen; bestimmte Arten zeigen nämlich anders platzierte Pyrenoide, fehlende Augenflecken, ungewöhnliche Zellteilung usw. aufweisen (Stand 1984).
Der Zellkern von Dunaliella liegt mehr oder weniger zentral im vorderen Teil der Zelle und hat einen definierten Nukleolus (Kernkörperchen). Er ist von Lipidtropfen und Vakuolen umgeben, die ihn verdecken und seine Beobachtung erschweren.

## Lebenszyklus
Bei ungünstigen Bedingungen, wie z. B. längerer Trockenheit oder niedrigem Salzgehalt, kommt es bei Dunaliella-Zellen zur sexuellen Fortpflanzung. Zwei haploide vegetative, bewegliche Zellen (Gameten) berühren sich mit ihren Geißeln und verschmelzen dann ihre gleich großen Körper miteinander durch die Bildung einer Zytoplasma-Brücke, ähnlich wie bei Chlamydomonas.
Nach dieser isogamen Befruchtung entwickelt die diploide, rot und/oder grün gefärbte Zygote eine dicke und glatte Wand und nimmt eine runde Form an, die der Zystenform von Dunaliella sehr ähnlich ist.
Nach der erstmaligen Beobachtung von Zygoten wurde diskutiert, ob es sich bei den Zysten, die nach einer Algenblüte im Toten Meer im Jahr 1992 beobachtet wurden, nicht tatsächlich um Zygoten handelt.
Die Wand der Zygote dient dem Schutz der Zelle während einer Ruhephase unter den rauen Bedingungen, bis die Zygote schließlich eine Meiose durchläuft und durch einen Riss in der Zellhülle bis zu 32 haploide Tochterzellen freisetzt.
Dennoch besteht die Möglichkeit asexuelle Ruhe-Zysten, aber diese Frage wurde noch nicht ausreichend untersucht wurde, um sie zu bestätigen oder widerlegen (Stand 2005).
In ihrem vegetativen, beweglichen Zustand teilen sich die Zellen durch Mitose als Haploide durch Längsspaltung.
Im Chloroplasten beginnt die Teilung des Pyrenoids bereits in der Präprophase, und der gesamte Chloroplast teilt sich schließlich während der Zytokinese (vollständigen Zellteilung).

## Genetischer Ansatz
In der Vergangenheit erfolgten Artbeschreibungen und -definitionen generell – nicht nur bei Dunaliella – anhand physiologischer Merkmale wie Halotoleranz und morphologischer Merkmale wie dem β-Carotin-Gehalt.
Dies hat jedoch zu zahlreichen Fehlbestimmungen geführt, insbesondere bei marinen Arten: Unterschiedliche Bedingungen lassen die Zellvolumina, Formen und Farben verändern. Daher ist es sehr schwierig, zu entscheiden, welcher Organismus sich von einem anderen unterscheidet.
Seit 1999 wird die Molekularanalyse als primäres Werkzeug bei der Identifizierung von Dunaliella-Arten eingesetzt, denn diese Daten sind unabhängig von Umweltfaktoren.
Zur Charakterisierung der Arten werden insbesondere das 18S-rRNA-Gen, die Internal Transcriber Spacer Region (ITS) und das Gen für Ribulose-Bisphosphat-Carboxylase (RuBisCO ) verwendet.
Mehrere Arten wurden daraufhin bereits umbenannt; doch ist es ein laufender Prozess, um ein zuverlässiges und genaues taxonomisches System zu schaffen.

## Arten
Für die folgende Liste der Arten in der Gattung Dunaliella wurden als Quellen benutzt (Stand 14. März 2022):
- A: AlgaeBase[1]
- W: World Register of Marine Species (WoRMS)[18]
- N: National Center for Biotechnology Information (NCBI) Taxonomy Browser[2]

Der Zusatz :U deutet unsichere Klassifizierungen an, analog deuten Hochkommata an, dass keine voll gültige taxonomische Charakterisierung vorliegt.
WoRMS verortet die Familie Dunaliellaceae abweichend in der Ordnung Volvocales, AlgaeBase und NCBI in der Ordnung Chlamydomonadales (beide in der Klasse Chlorophyceae).
Gattung Dunaliella Teodoresco 1905 (A,N,W), ursprünglich Haematococcus Dunal 1838. Arten:
- D. acidophila (Kalina) Massjuk 1971 (A,N)
- D. asymmetrica Massjuk (A)
- D. atacamensis Azúa-Bustos, González-Silva, L. Salas, R. E. Palma & Vicuña (A:U;N), inkl. D. sp. AJA-B 2010 (N) =? D. sp. 'Atacama' (N)[13]
- D. baas-beckingii Massjuk 1971 (A,W)
- D. bioculata Butcher 1959 (A,N,W)
- D. carpatica Massjuk 1973 (A,W)
- D. gracilis Massjuk 1973 (A,W)
- D. granulata Massjuk 1973 (A,W)
- D. jacobae Massjuk 1973 (A,W)
- D. lateralis Pascher & Jahoda 1928 (A,N)
- D. maritima Massjuk 1973 (A,N,W)
- D. media W. Lerche 1937 (A,W)
- D. minuta W. Lerche 1937 (A,N,W)
- D. minutissima Massjuk 1973 (A,W)
- D. obliqua (Pascher) Massjuk (A)
- D. parva W. Lerche 1937 (A,N,W)
- D. paupera Pascher 1932 (A)
- D. peircei Nicolai & Baas-Becking (A,N)
- D. polymorpha Butcher (A,N), inkl. D. sp. CCAP 19/14 (N)
- D. primolecta Butcher 1959 (A,N,W)
- D. pseudosalina Massjuk & Radchenko 1973 (A,N,W)
- D. quartolecta Butcher 1959 (A,N,W)
- D. ruineniana Massjuk 1973 (A,W)
- D. salina (Dunal) Teodoresco 1905 (A,N,W), mit Synonym D. bardawil Ben-Amotz & Avron (A), früher Haematococcus salinus Dunal 1838, inkl. D. sp. CCAP 19/12 (N) und D. sp. MBTD-CMFRI-S135 (N) – Typus
- D. terricola Massjuk 1973 (A,W)
- D. tertiolecta Butcher 1959 (A,N,W)
- D. turcomanica Massjuk (A)
- D. viridis Teodoresco 1905 (A,N,W) mit Synonym D. euchlora W. Lerche 1937 (A), inkl. D. sp. VNBD1 (N)
- nicht näher klassifizierte mögliche weitere Arten mit vorläufigen Bezeichnungen (N)[19]

## Bedeutung
Wirtschaftlich gesehen ist Dunaliella, insbesondere D. salina und D. bardawil, aufgrund der hohen Anreicherung von β-Carotinoiden von großem Wert.
Das Pigment wird für eine Vielzahl von Verwendungszwecken genutzt, z. B. für Kosmetika, natürliche Lebensmittelfarben, Nahrungsergänzungsmittel und Tierfutter.
Diese Organismen werden auch zur Behandlung schädlicher Abwässer verwendet, da sie Schwermetallionen adsorbiert, d. h. sequestriert (aufnimmt) und metabolisiert (verstoffwechselt).
Ihr biotechnologisches Potenzial wird bereits seit langem genutzt, nämlich als festgestellt wurde, dass
- bestimmte Arten bis zu 16 % ihres Trockengewichts aus β-Carotinoiden bestehen können; und
- dass Seen und Lagunen, die sich rosa bis rot färben, sehr hohe Populationen von D. salina enthalten, die bis zu 13,8 % der organischen Trockensubstanz ausmachen – wie z. B. im Pink Lake, Victoria, Australien.[9]

Dunaliella ist auch ein sehr wichtiger Modellorganismus, um zu verstehen, wie sich Algen an unterschiedliche Salzkonzentrationen anpassen und sich selbst regulieren. Die Idee, gelöste Stoffe zur Aufrechterhaltung des osmotischen Gleichgewichts in anderen organischen Stoffen zu entwickeln, geht auf die osmoregulatorischen Fähigkeiten von Dunaliella zurück.
D. salina (bzw. sein Synonym D. bardawil) werden ebenfalls eingehend untersucht und derzeit in Biopharmazeutika verwendet.
Ein Beispiel sind DNA-Transformationen, um die biotechnologische Herstellung des HBsAg-Proteins zu ermöglichen, einem wirksamen Bestandteil zugelassener Hepatitis-B-Impfstoffe.
Dieses Protein ist von großer epidemiologischer Bedeutung nicht nur für die Bekämpfung des Hepatitis-B-Virus, es kann auch Träger von Epitopen für viele andere Krankheitserreger sein. Dunaliella wird in der Medizin auch gegen Asthma, Ekzeme, Katarakte und sogar Krebs eingesetzt.
Dunaliella wird aber nicht nur in der Verbraucher-, Lebensmittel- und Gesundheitsindustrie eingesetzt, sondern ist auch in der Biokraftstoffforschung von großem Interesse.
Insbesondere D. salina kann unter Stressbedingungen sehr große Mengen an Stärke und Lipiden anreichern, die beide für die Herstellung von Biokraftstoffen wichtig sind.
Da Grünalgen anderer Gattungen unter Stressbedingungen (wie z. B. in hypersalinen Umgebungen) Probleme mit der Wachstumseffizienz haben, ist D. salina ein sehr hilfreicher Organismus für die Erforschung geeigneter Stress-Niveaus für eine optimale Bedingungen für die biotechnologische Massenproduktion.